# Gabi Portilho
Gabi Portilho, de son nom complet Gabrielle Jordão Portilho, née le 18 juillet 1995 à Brasilia, est une footballeuse internationale brésilienne. Elle joue en tant qu'attaquante au Gotham du NJ/NY.

## Biographie

### En club
Gabrielle Portilho naît à Brasilia dans une famille modeste. Elle commence le football au Fut Art de Brasília, puis joue pour le Fluminense de Brasília, l'Olympia de Jaraguá, l'Associação Desportiva Jaraguá et pour Joinville. Avec le club de Joinville, elle inscrit 22 buts en dix rencontres de championnat de l'État de Santa Catarina.
En décembre 2012, elle rejoint le SE Kindermann,.
Le 16 septembre 2015, elle inscrit un quadruplé lors de la victoire 10-0 face au Mixto EC dans le cadre du Championnat du Brésil, et prend par la même occasion la première place du classement des buteuses. En décembre 2015, Portilho et ses coéquipières du São José Esporte Clube perdent la finale du championnat face au Rio Preto EC.
En 2016, Portilho rejoint le Madrid CFF, où elle est gênée par une blessure au genou. Elle fait son retour à São José après sept mois.
En septembre 2019, Gabi Portilho participe au championnat de l'État d'Amazonas avec le 3B da Amazônia. Elle inscrit dix buts en huit matchs avec le club.
Le 13 janvier 2020, elle rejoint le SC Corinthians. Elle remporte quatre titres de championnat du Brésil et deux Copa Libertadores, en marquant notamment en finale en 2021 face à l'Independiente Santa Fe.

### En sélection
En 2012, Portilho participe à la Coupe du monde féminine des moins de 17 ans,. Elle participe aux deux rencontres au cours de la compétition.
À l'été 2014, elle est convoquée en équipe des moins de 20 ans. Portilho dispute un match au cours de la Coupe du monde féminine des moins de 20 ans au mois d'août 2014.
En mars 2017, elle est sélectionnée pour la première fois en équipe du Brésil. Elle doit cependant décliner en raison d'une blessure, et est remplacée par Camilinha.
Gabi Portilho dispute sa première grande compétition avec le Brésil lors de la Copa América féminine 2022, dont la victoire permet la qualification aux Jeux olympiques.
En 2024, elle participe à la Gold Cup, où le Brésil est battu en finale par les États-Unis.
En quarts de finale des Jeux olympiques de 2024, elle inscrit le seul but de la rencontre face à la France, pays-hôte. En demi-finale, elle marque à nouveau et donne une passe décisive lors de la victoire contre les championnes du monde en titre espagnoles,. Après une défaite en finale face aux États-Unis avec une occasion importante pour Portilho avant la mi-temps arrêtée par Alyssa Naeher, Portilho et ses compatriotes remportent la médaille d'argent.